# Plagiodontia
Plagiodontia (gr. "diente oblicuo") es un género de roedores histricomorfos de la familia Capromyidae, conocidos vulgarmente como  jutías.

## Especies
En este género se encuadran las siguientes cuatro especies, tres de ellas extintas: 
- Plagiodontia ipnaeum† Johnson, 1948 - Jutía de Samana.
- Plagiodontia aedium F. Cuvier, 1836 -  Jutía de La Española.
- Plagiodontia araeum†  Ray, 1964.
- Plagiodontia spelaeum†Miller, 1929.